# Pulaski's Masterpiece
Pulaski's Masterpiece («La obra maestra de Pulaski» en español) o simplemente Masterpiece, era un caniche de juguete gris plateado criado por Alexis Pulaski. Nacido en Nueva York el 4 de agosto de 1946, del programa de cría de caniches de Pulaski, Masterpiece era propiedad de Pulaski, así como de Gilbert W. Khan y Nathalie Stuyvesant Pierrepont, que se mencionan con menos frecuencia. Masterpiece compitió en exposiciones caninas desde 1947 hasta que se retiró del ring de exhibición en 1950, y fue el primer perro de juguete en ganar los tres títulos de campeonato, obediencia y utilidad.
Anunciado como «el perro más valioso del mundo», se dijo que Masterpiece valía $ 20 000 (equivalente a $ 225 256 en 2021) en el apogeo de su fama, y ganó $ 11 000 al año en tarifas de semental y modelo, con una tarifa de semental de $ 500. Apareció regularmente en anuncios y patrocinios de productos, incluso en Vogue. Los periódicos informaron ampliamente que Pulaski rechazó una oferta de $ 20 000 por Masterpiece del príncipe Alí Khan, quien quería comprar el perro como regalo de bodas para su esposa Rita Hayworth. Engendró alrededor de 350 perros, incluidos caniches que fueron propiedad de Judy Garland, Gary Cooper y Eva Perón. Uno de los trucos más famosos de Masterpiece era negar con la cabeza cuando le preguntaban si era comunista; su dueño Pulaski era un emigrado ruso blanco.
Masterpiece desapareció el 29 de mayo de 1953 de la tienda de mascotas de Pulaski, Poodles Inc. La búsqueda de Masterpiece abarcó trece estados y generó muchos titulares de periódicos, pero no hubo éxito en encontrarlo. La causa de su desaparición nunca se determinó de manera concluyente, aunque muchas fuentes especularon que lo habían robado, y un testigo presencial registró haber visto a un pequeño caniche gris que salía de la tienda de Pulaski con «una mujer de cabello oscuro con un abrigo rojo».
Según los informes, Pulaski lamentó la desaparición de Masterpiece durante muchos años y lo llamó la realización de sus «sueños más queridos como criador». Just Johnny, un descendiente de Masterpiece de aspecto similar, fue elegido como su reemplazo, pero no tuvo tanto éxito como su predecesor.